# Buddleja venenifera
Buddleja venenifera là một loài thực vật có hoa trong họ Huyền sâm. Loài này được Makino mô tả khoa học đầu tiên năm 1910.